# حديقة هونغ كونغ الجيولوجية العالمية التابعة لليونسكو

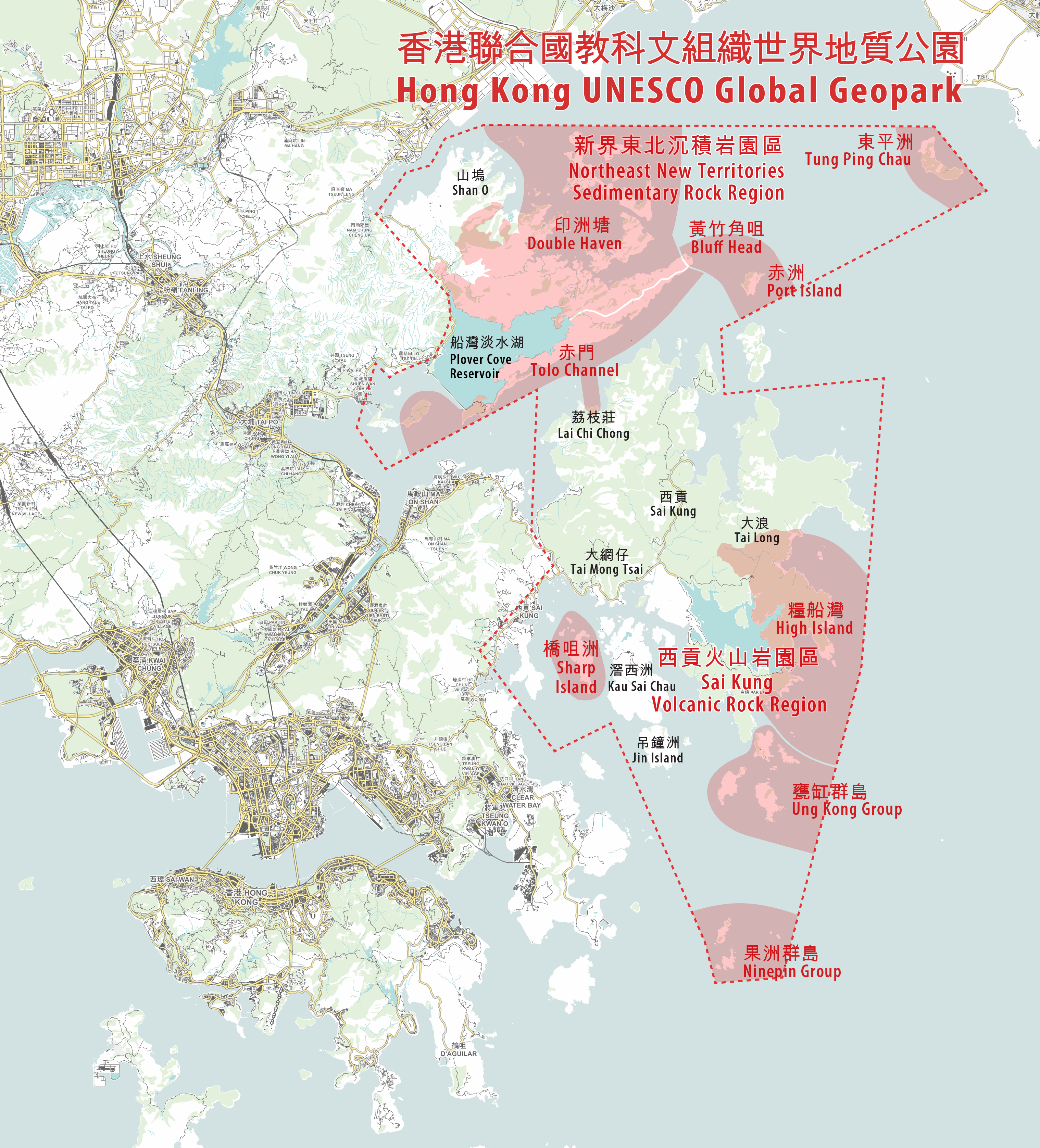
خريطة عامة

حديقة هونغ كونغ الجيولوجية العالمية التابعة لليونسكو (الصينية: 香港聯合國教科文組織世界地質公園)، كانت تُعرف سابقًا باسم حديقة هونغ كونغ الجيولوجية الوطنية (香港國家地質公園)، أُفتتحت في 3 نوفمبر 2009. إنها كيان واحد من مساحة أرض تبلغ 150 كم2 عبر أجزاء من الأقاليم الجديدة الشرقية والشمالية الشرقية. في 18 سبتمبر 2011، أدرجت اليونسكو الحديقة الجيولوجية بوصفها جزء من شبكتها العالمية للحدائق الجيولوجية.
تتكون حديقة هونغ كونغ الجيولوجية العالمية التابعة لليونسكو من منطقتين جيولوجيتين:
- منطقة صخور ساي كونغ البركانية، التي تتميز بصخورها البركانية المتفرقة التي تظهر فواصل عمدانية موشورية، والتي تتمتع بأهمية جيولوجية دولية.
- منطقة الصخور الرسوبية في الأقاليم الشمالية الشرقية الجديدة، والتي تضم الصخور الرسوبية التي تشكلت في فترات جيولوجية مختلفة، وتعرض التاريخ الجيولوجي الكامل لهونغ كونغ.